# Philippe Herreweghe
Philippe Herreweghe   (Gant, 2 de maig de 1947) és un director d'orquestra i de cor belga.

## Biografia
Philippe Herreweghe és el primer dels tres fills del metge Edward Raymond Frans (1919–2006) i Elza Maria Augusta Herreweghe, de soltera van Herrewege (1919–1976). Després de graduar-se al Sint-Barbaracollege, un col·legi jesuïta a Savaanstraat a Gant, Herreweghe va estudiar al Conservatori de Gant amb Marcel Gazelle (piano), Johan Huys (clavicèmbal) i Gabriel Verschraegen (orgue). Després de completar la seva formació musical, va estudiar medicina i es va especialitzar en psiquiatria. Va dirigir un cor quan encara era estudiant. El seu conjunt, que inicialment tenia l'estatus d'aficionat, va cridar l'atenció de músics com Nikolaus Harnoncourt i Gustav Leonhardt. Va treballar en l'enregistrament complet de les cantates de Bach per Harnoncourt.
Herreweghe es convertí en un dels protagonistes importants de la pràctica de la performance històrica. L'any 1970 va fundar i des d'aleshores dirigeix el Collegium Vocale Gent, que s'ocupava de la música prebarroca a més de presentar enregistraments innovadors de les cantates de Johann Sebastian Bach. L'any 1989 es va afegir al cor un conjunt que tocava instruments originals. L'any 1977 va fundar i des de llavors va dirigir el conjunt Chapelle Royale, que s'ocupava de la música barroca francesa del segle XVII. Herreweghe també és director de l'Orchestre des Champs Elysées, amb seu a París. Des de 1999 és director titular de la Reial Filharmònica de Flandes amb seu a Anvers. L'any 1982 va assumir la direcció artística del Festival de Música Antiga de Saintes. L'any 2010 es va fundar el segell de CD propi de la companyia phi. El primer enregistrament va ser la Simfonia núm. 4 Gustav Mahler.

## Premis
- 1990: Titulat Personalitat musical de l'any per la premsa musical europea
- 1993: Ambaixador cultural de Flandes amb el Collegium Vocale Gent
- 1994: Oficial d'Arts i Lletres
- 1997: Doctor honoris causa per la Universitat Catòlica de Lovaina
- 2003: Cavaller de la Legió d'Honor francesa
- 2003: Títol honorífic de Cavaller, atorgat pel rei belga
- 2004: homònim de l'asteroide (12567) Herreweghe[2]
- 2010: Medalla Bach de la ciutat de Leipzig
- 2017: Doctorat honoris causa per la Universitat de Gant[3]

## Discografia (selecció)
- J. S. Bach: Passió per Sant Mateu, BWV 244 (1985)
- J. S. Bach: Oda fúnebre. Cantates BWV 198, 78 (1988)
- J. S. Bach: Vaig sentir molta pena. Cantates 21, 42 (1990)
- J. S. Bach: Magnificat. BWV 243 i Cantata BWV 80 (1990)
- J. S. Bach: Cantates pour basse. Cantates BWV 82, 56, 158 (1991)
- J. Brahms: un rèquiem alemany (1996)
- J. S. Bach: Cantates pour alto. Cantates BWV 170, 54, 35 (1998)
- J. S. Bach: Missa en si menor BWV 232 (1998)
- J. S. Bach: Passió per Sant Mateu. BWV 244 (1999)
- J. S. Bach: Us donem les gràcies, Déu. Cantates BWV 120, 119, 29 (2000)
- J. S. Bach: Jesús, la teva passió. Cantates BWV 22, 23, 127, 159 (2009)
- L.v. Beethoven: Missa solemnis (2012)
- A. Dvořák: Stabat Mater (2013)
- J. S. Bach: Passió per Sant Joan (2013)

Una conversa amb Camille de Rijck (2017